# Kathedralbasilika St. Joseph

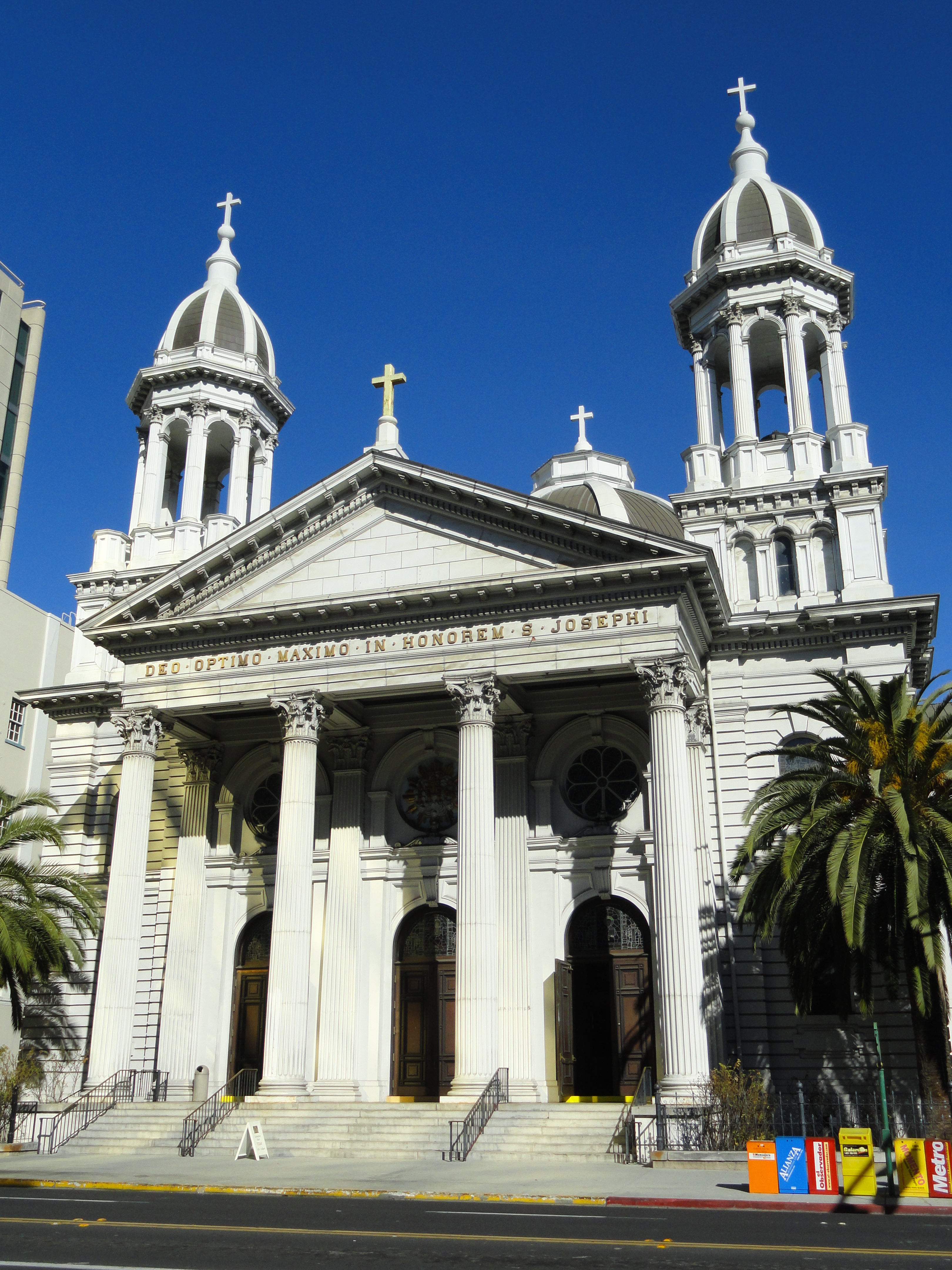
Außenansicht der Kathedrale

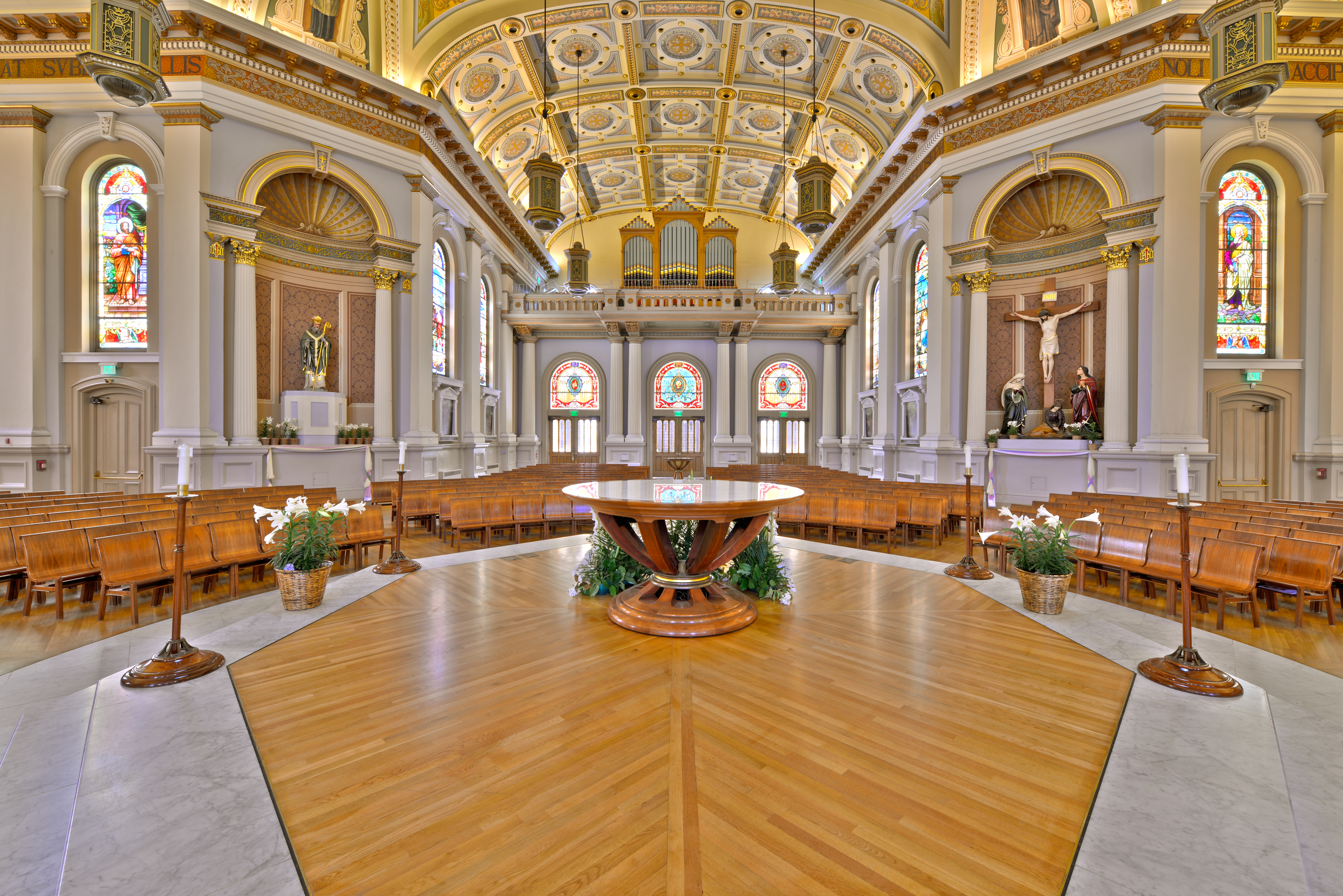
Innenraum vom Altarraum aus

Die Kathedralbasilika St. Joseph (englisch Cathedral Basilica of St. Joseph) ist eine römisch-katholische Kirche in der Innenstadt von San José, Kalifornien, Vereinigte Staaten. Die Kathedrale des Bistums San Jose ist Josef von Nazaret gewidmet, sie trägt den Titel einer Basilica minor und wird als historische Stätte geführt.

## Geschichte
Die ursprüngliche St. Josephskirche hieß San Jose de Guadalupe und wurde 1803 an der Stelle der heutigen Basilika erbaut. Sie war die erste Nicht-Missionsgemeinde in Kalifornien, die zugunsten spanischer Siedler anstelle der Missionsindianer (Ohlone) errichtet wurde. Der Pueblo de San José de Guadalupe war durch eine Allee, die Teil des historischen El Camino Real war, mit der Mission Santa Clara verbunden.
Die ursprüngliche Lehmstruktur wurde 1818 und 1822 durch Erdbeben beschädigt, und von 1835 bis 1846 wurde eine neue Lehmkirche gebaut. Die zweite Kirche wurde durch das Hayward-Erdbeben von 1868 schwer beschädigt, die Arbeit an der dritten Kirche begann 1869. Die dritte Kirche wurde durch einen Brand im Jahr 1875 zerstört und eine temporäre vierte Kirche wurde ein paar Blocks entfernt gebaut, während die fünfte und derzeitige Kirche gebaut wurde. Die fünfte Kirche wurde 1877 von Joseph Sadoc Alemany y Conill, Erzbischof von San Francisco, geweiht, während der Bau fortgesetzt wurde. Der heutige Portikus wurde 1884 fertiggestellt und die große Kuppel 1885 fertiggestellt. Sie bietet Platz für 950 Besucher.
1981 wurde ein umfangreiches Renovierungsprojekt in der Kirche begonnen, die zur Kathedrale des neuen römisch-katholischen Bischofs von San José werden sollte. 1985 wurde die Kirche zur Kathedrale erhoben. Die Kathedrale wurde 1997 von Papst Johannes Paul II. zu einer Basilica minor erklärt.
Die Kathedralbasilika St. Joseph ist ein historisches Wahrzeichen Kaliforniens und im National Register of Historic Places eingetragen.

## Orgel
Die Orgel wurde 1886 von der Fa. J.H. & C.S. Odell in Yonkers, New York gebaut. Sie ist die einzige original erhaltene Odell-Orgel in den Vereinigten Staaten. Sie hat 27 Register mit je 60 Pfeifen. Sie wurde 1987 bis 1990 restauriert.